# Wiedergänger
O nome "Wiedergänger" refere para diferentes fenômenos zumbis ou fantasmas de diferentes áreas culturais. A palavra significa "aquele que anda novamente" em alemão, a etimologia relaciona ao wieder germânico "com, mais distante, contra, contrário ao, re-" (* ̯ui-t[e]ro-, significando mais distante, ainda mais longe. divergido, indo além. hoje em dia weiter não apenas denota uma grande distância mas também a continuação de uma ação. ) e gänger, "pé, andante", e o núcleo do mito wiedergänger é o conceito do falecido, quem—muitas vezes na forma de um fenômeno físico—retorna (como "não morto") para o mundo dos vivos (cf. francês revenant, "aquele que está retornando"). Eles usualmente causam problemas e assustam as pessoas vivas. Eles existem tanto para vingar alguma injustiça que eles experimentaram enquanto vivos, ou porque sua alma não está pronta para ser libertada, como uma consequência de seu anterior modo de vida.

## Crenças alemãs
Em diferentes partes da Alemanha, até o início do século XX, a crença era comum de que os mortos viviam, após sua morte, e exerciam uma desastrosa influência do túmulo. Essa influência foi acreditada para ser parcialmente feita via um efeito telepático (simpatia charme), então aquele nachzehrer, como o vilão era chamado, não precisava se levantar do túmulo e ainda poderia sugar a vitalidade das pessoas vivas com sua boca aberta, seu olho aberto e por roer na mortalha funerária. Outros não mortos, na crença do povo, levantam dos túmulos e pulam nas costas dos caminhantes noturnos. Esse Aufhocker poderia assumir diferentes formas, por exemplo na Renânia, a forma do lobisomem. Os humanos tinham de carregar ele, frequentemente tão longe como para o muro do pátio da igreja ou para o lugar onde o corpo foi enterrado. O aufhocker (também chamado "huckop" ou "huckupp") tornou-se cada vez mais pesado, e a vítima seria finalmente quebrada exausta ou morta. Em algumas lendas, os problemáticos humanos conseguiram banir ou redimir o vilão por um feitiço ou uma oração. Especialmente nas áreas marcadas pelo Catolicismo a crença do agachado wiedergänger fundiu com a crença da alma, então aqueles folcloristas de cerca de 1920 tinham consideráveis dificuldades para separar uma crença em fantasmas da velha crença nuclear do não morto wiedergänger. O Aufhocker após tudo poderia, de acordo para a tradição, não ser um fantasma, porque ele tinha um corpo tangível, qual também aumentava em peso de passo para passo, qual não teria sido possível para um espírito imaterial. Outra forma do físico wiedergänger é o cavaleiro sem cabeça que, frequentemente mencionado nas lendas alemãs ocidentais, entrou para literatura mundial e mesmo para história dos filmes através do poeta americano Washington Irving e seu romance The Legend of Sleepy Hollow.

## Mitologia nórdica
Nas sagas, wiedergänger na forma de draugar é um frequente tema. Isso ocorre, por exemplo, na Hrómundar saga Gripssonar ou na Laxdæla saga. Quem se encontrar com um wiedergänger é muitas vezes ameaçado por iminente morte. Notável aqui é o estresse na fisicalidade do wiedergänger, qual em uma mão mostra em seu poder super-humano, mas na outra mão, em sua vulnerabilidade: draugar pode ser morto por cortar a cabeça deles fora.

## Crenças folclóricas eslavas
Nas crenças do povo eslavo, o wiedergänger é não morto, uma falecida pessoa, que sai de seu caixão e vai novamente entre as pessoas vivas. Sua aparência é quase sempre conectada com prejuízo e morte, e portanto isso causa medo e assusta. Muitas vezes o wiedergänger tem para resolver algum caso de seu tempo de vida ou quer vingança em seu assassino ou alguma coisa similar. Também, se o morto é aquele que é muito lamentado, isso mantém ele da transição final para o outro mundo. Em velhos túmulos que tinham sido recentemente escavados, existem lá corpos que foram amarrados, tiveram seus tendões divididos, tiveram seus membros destruídos ou cortados fora e colocados transversalmente em seus peitos, e foram empalados através de seus corações. Cruzes e pedaços de terra cobertos com grama foram colocados na boca ou na testa. Todos esses ritos funerários eram intencionados para prevenir um retorno da pessoa morta. Crença no wiedergänger misturou com a crença no vampiro, mas a fonte de comida do wiedergänger não era frequentemente discutida. Um conto entregado por Guilherme de Newburgh do século XIII, de um wiedergänger do Norte da Inglaterra (The Revenant of Annant Castle), descreve um caso qual em muitos detalhes é remanescente dos mais recentes contos de vampiro do Sudeste da Europa. Na opinião do especialista francês sobre lendas e mitos, Claude Lecouteux, isso claramente pertence alcance da crença em vampiros. Isso é para ser assumido assim sendo que conceitos, quais eram acreditados, previamente, para ser limitados apenas para a área habitada por eslavos, na verdade eram comuns ao longo de parte muito maiores da Europa.
Uma crença em wiedergänger é comumente explicada pelo alegado fato que algum tempo após a morte, os cabelos e unhas dos corpos iriam continuar a crescer. Hoje isso é refutado: isso é por causa da desidratação da pele que unhas e cabelo de comprimento inalterado parecerem para serem crescidos recentemente, porque a pele contrai sob o tempo) e por causa do fato que os corpos se tornam inchados após algum tempo por podridão bacterial. Isso poderia ter contribuído para a crença em vampiros, desde que os corpos inchados pareciam "mais saudáveis" que os emaciados corpos recentes de alguém que tinha morrido de doença. Assim os humanos acreditaram que os corpos iriam sugar a vitalidade das pessoas vivas.

## Literatura
- Augustin Calmet: Gelehrte Verhandlung der Materie von den Erscheinungen der Geister, und der Vampire in Ungarn und Mähren. Edition Roter Drache, 2007. ISBN 978-3-939459-03-3 Scholarly negotiation of the subject of the apparitions of the spirits, and the Vampires in Hungary and Mähren
- Peter Kremer: Draculas Vettern. Auf der Suche nach den Spuren des Vampirglaubens in Deutschland. Düren 2005 Dracula's cousins. Searching for the traces of the Vampire-belief in Germany.
- Erwin Rudolf Lange: Sterben und Begräbnis im Volksglauben zwischen Weichsel und Memel. (Phil. Diss.) Würzburg 1955 (numerous information about wiedergänger-belief in the east of the Deutsche Reich) Dying and funeral in folk belief between Weichsel and Memel.
- Claude Lecouteux: Geschichte der Gespenster und Wiedergänger im Mittelalter. Böhlau, Köln 1987, ISBN 3-412-02587-9 History of the ghosts and wiedergänger in the Middle Ages.
- Michael Ranft, Nicolaus Equiamicus: Traktat von dem Kauen und Schmatzen der Toten in Gräbern. 1734, German translation from Latin 2006 in the  UBooks-Verlag. ISBN 3-86608-015-8 Treatise of the chewing and smacking of the dead ones in graves.
- Matthias Schulz: Sumpf der Vampire. Eine in Niedersachsen entdeckte Moorleiche ist über 2600 Jahre alt. Forscher bereiten Hightech-Untersuchungen vor. Hauptfrage: Warum wurden so viele Mumien verstümmelt und angepflockt?, In: Der Spiegel. 27. Juni 2005 Swamp of the vampires. A moorland corpse discovered in Lower Saxony is over 2600 years old. Researchers prepare hightech investigations. Main question: Why were so many mummies mutilated and impaled?
- Thomas Schürmann: Der Nachzehrerglauben in Mitteleuropa. Marburg 1990 The Nachzehrer-belief in middle Europe
- A. Silberschmidt: Von den blutsaugenden Toten. Oder philosophische Schriften der Aufklärung zum Vampirismus. Hexenmond-Verlag, 2006, ISBN 978-3-9809645-5-5 'About the bloodsucking dead. Or philosophical writings of the Enlightenment about vampirism.